# Rohuneeme
Rohuneeme (Duits: Rohhoneem) is een plaats in de Estlandse gemeente Viimsi, provincie Harjumaa. De plaats heeft de status van dorp (Estisch: küla).

## Bevolking
Het dorp had 440 inwoners op 31 december 2011 en 422 inwoners op 31 december 2021.

## Ligging
De gemeente Viimsi ligt op een schiereiland; Rohuneeme vormt de noordpunt. De afstand tot de hoofdstad Tallinn bedraagt 14 km. De naam betekent ‘met gras begroeide kaap’. Tussen Rohuneeme en het eiland Aegna, dat bij de gemeente Tallinn hoort, liggen twee onbewoonde eilandjes, Kräsuli en Kumbli, die bij Rohuneeme horen.

## Geschiedenis
Rohuneeme werd voor het eerst vermeld in een kroniek uit 1375 onder de naam oppidum Longenes. De bewoners uit die tijd spraken Zweeds. De smalle zeestraat tussen Kräsuli en Aegna had de naam Wulfs Sund. Ze was het werkterrein van piraten die het voorzien hadden op het scheepvaartverkeer tussen Tallinn en Novgorod.
In de tijd van de Sovjetbezetting lag ten zuiden van het dorp een lanceerbasis voor raketten.
Het dorp heeft een haven en een kerkhof, dat is aangelegd in de jaren twintig van de 20e eeuw. De Estische president Lennart Meri woonde gedurende de laatste jaren van zijn leven in Rohuneeme.

## Foto's

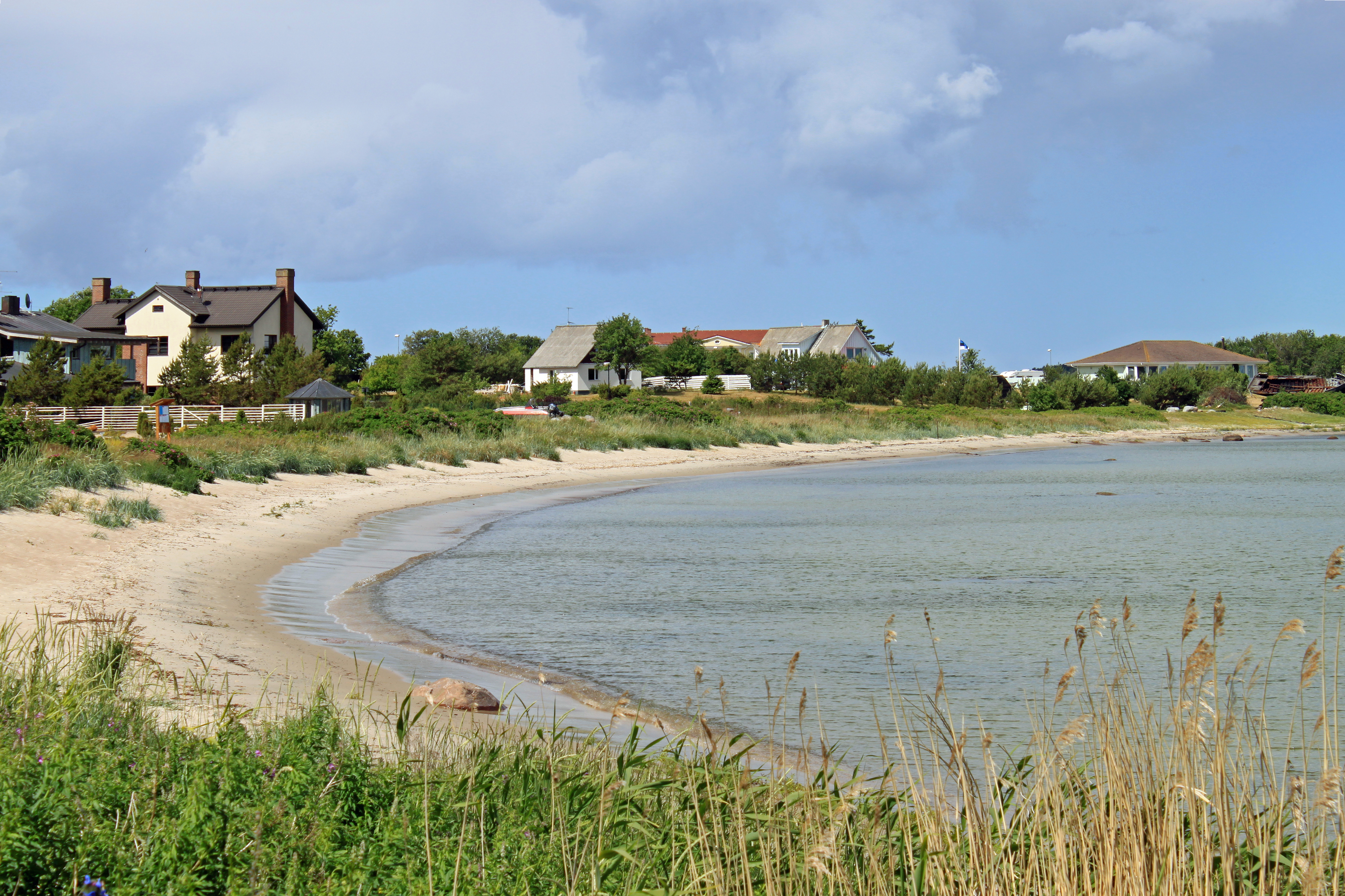
Het strand
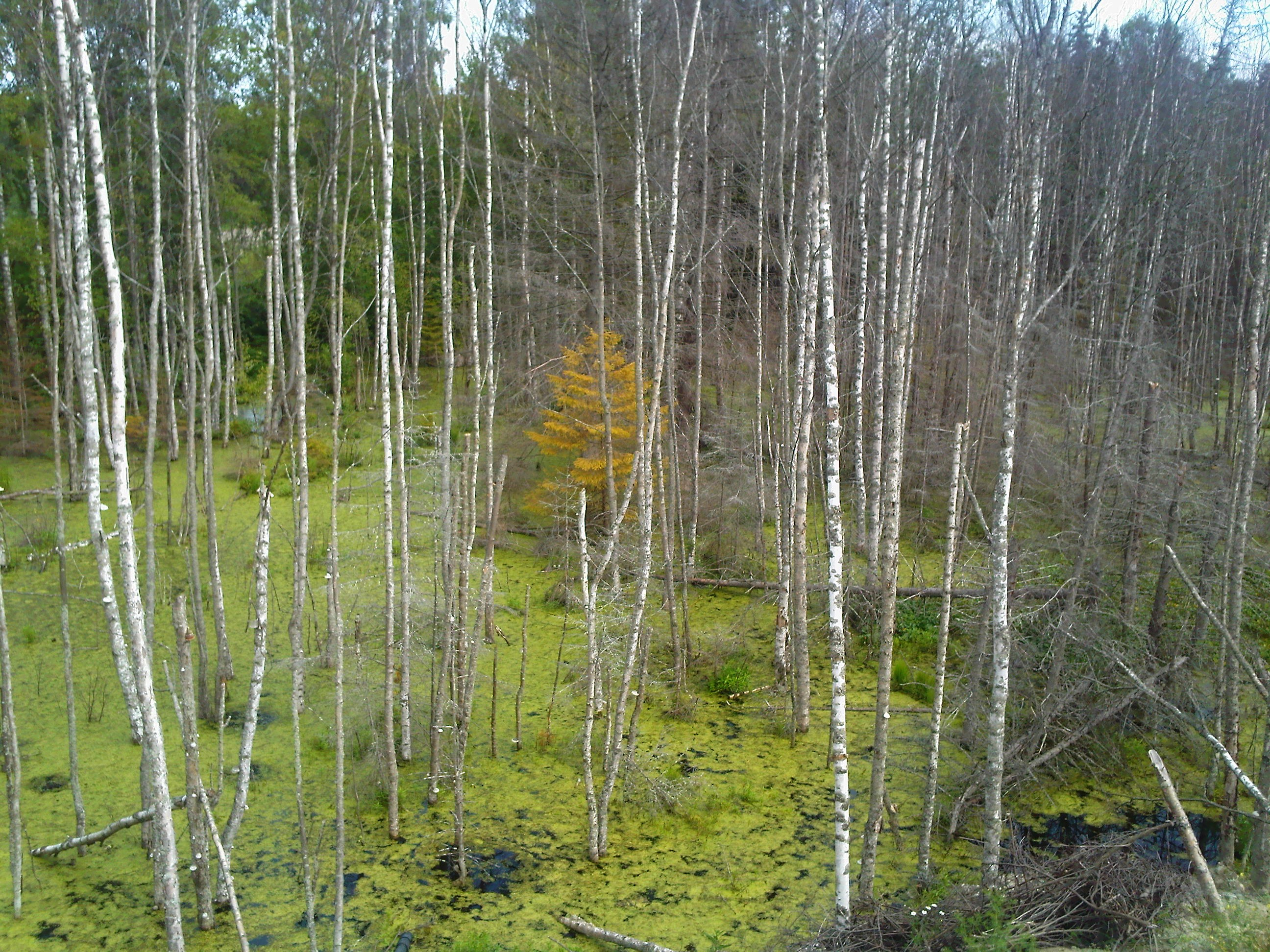
De bossen rond Rohuneeme
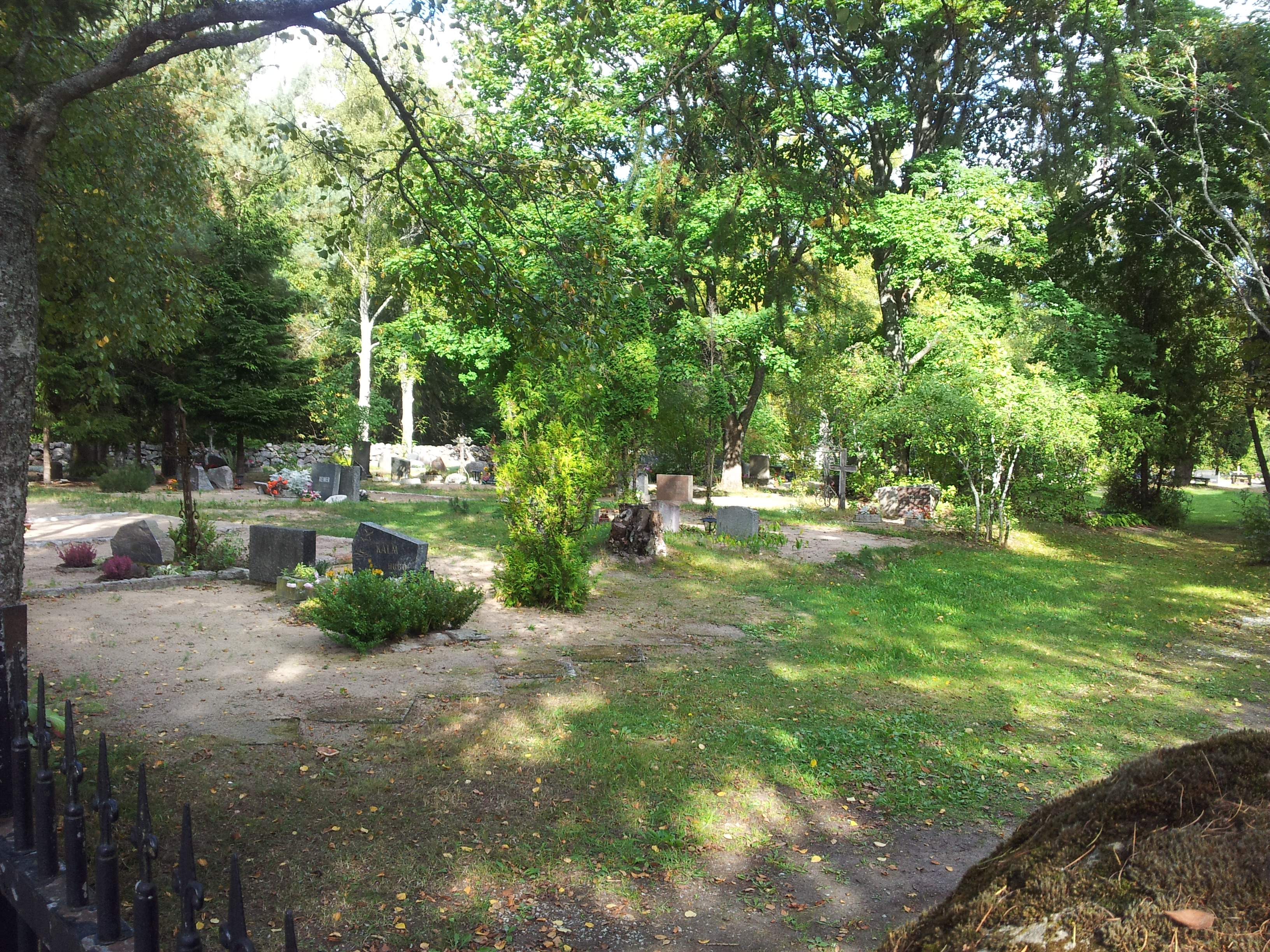
Het kerkhof van Rohuneeme
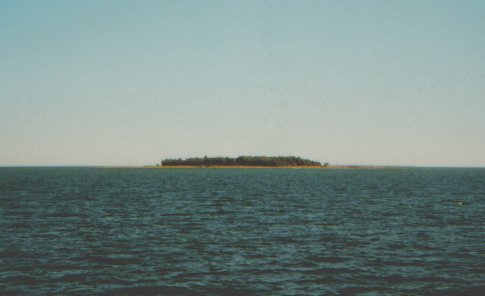
Het eiland Kräsuli
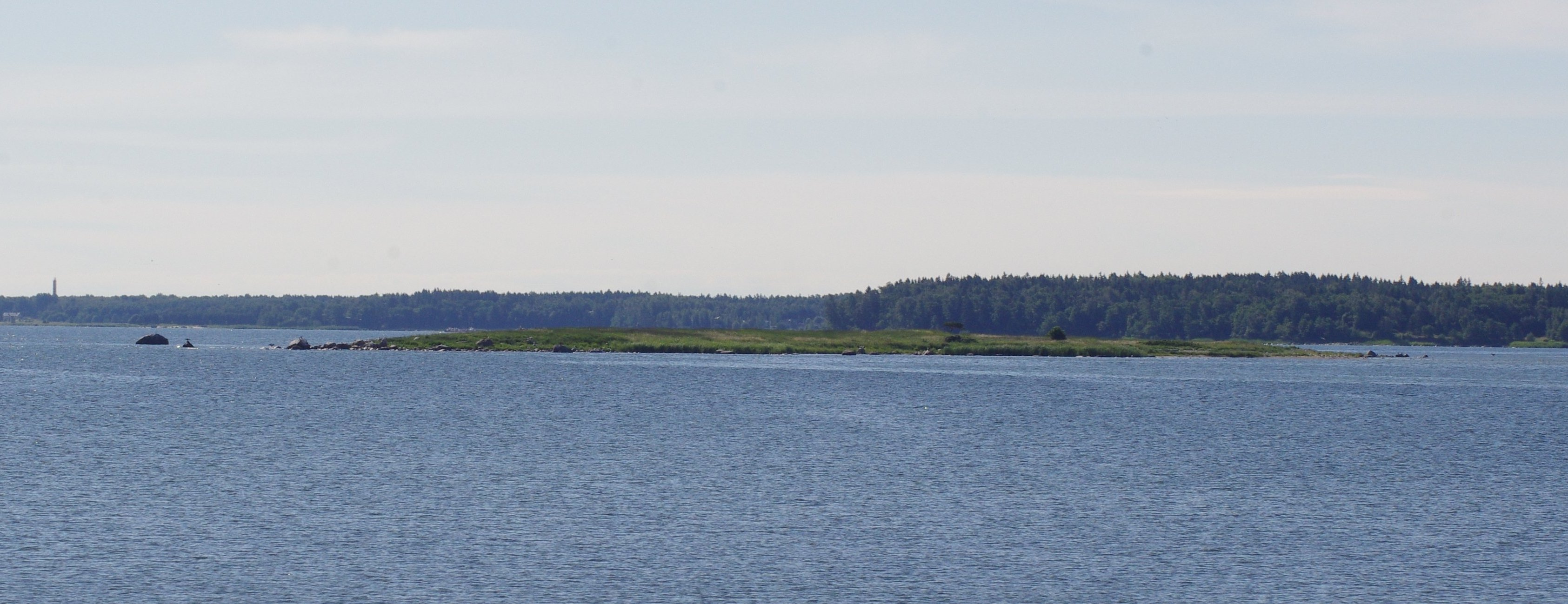
Het eiland Kumbli